# 국가수사본부
국가수사본부(國家搜査本部)는 대한민국 경찰청의 하부조직으로 경찰 개혁의 결과로 만들어졌다. 수사의 독립성과 전문성을 제고하기 위해 일반경찰과 수사경찰을 분리한 기관이다.
「경찰청과 그 소속기관 직제」 제16조제1항에 따라 경찰수사 관련 정책의 수립·총괄·조정, 경찰수사 및 수사 지휘·감독 기능을 수행한다.

## 역사
국가수사본부 창설은 검경 수사권 조정 논의에서부터 시작됐다. 경찰은 수사할 때 검찰의 지휘를 받아야 하며 자체적으로 수사를 종결할 권한과 영장을 청구할 권한이 없다. 따라서 경찰은 수사할 때 검찰의 통제와 견제를 받지만 정작 검찰을 통제할 방법은 없었고 이는 오랫동안 문제시되어 왔다.
여러 정부에서 검경 간 수사권 조정을 시도했지만 큰 의미는 없었다. 2017년 출범한 문재인 정부는 대선 유세 때부터 검찰 개혁을 주장했다. 이는 검찰의 수사권과 기소권을 분리해 일반적 수사권은 경찰에 이관해 검찰의 수사권을 축소하고 권력형 비리 수사는 고위공직자범죄수사처를 신설해 담당하는 것을 골자로 했으며 검찰의 역할은 기소와 공소 유지에 집중하고 이를 위한 보충적 수사권만 인정하는 것을 목표로 했다. 또한 1차 수사권을 경찰에 넘기고 검찰은 보충적 2차 수사권만 인정하도록 하여 견제와 균형의 원리를 지키는 것에 방점을 두되 중앙집권적인 경찰을 자치경찰로 쪼개는 작업을 선행하기로 했다. 경찰의 수사권 남용 우려와 부족한 인권 의식은 경찰의 수사권 독립을 가로막는 장애물이었다. 박범계 국정기획자문위원회 정치·행정분과위원장은 "국민의 우려를 불식시키지 못한다면 권한의 수평적 이동을 통해서 또 다른 권력기관을 만들겠다는 것과 진배없다"라며 경찰이 인권옹호기관으로 거듭나야 한다고 강조했다.
국수본은 이러한 경찰 개혁의 필요성 속에서 등장했다. 2018년 1월 조국 민정수석비서관은 자치경찰제를 도입하고 수사경찰과 행정경찰을 분리하는 등 경찰 권한을 분산하는 개혁안을 발표했다. 검찰은 2차적·보충적 수사권을 가지되 경제나 금융 등 특수 사건에 대한 직접수사권을 유지하고 경찰은 치안·경비·정보 등을 관장하는 일반경찰과 1차적 수사를 담당하는 수사경찰을 구분하여 수사경찰을 지휘할 국수본을 두기로 했다. 신설될 국수본은 개별 수사를 맡을 수사경찰을 지휘하고 경찰 지휘부 등 행정경찰은 사건 수사를 구체적으로 지휘할 수 없도록 하는 개혁안이었다. 이철성 경찰청장은 "기존에 발표한 국가수사본부처럼 '안보수사본부' 정도로 명칭을 정하고, 수장은 일반에 개방하고 치안정감급 정도로 하는 구조로 간다는 큰 흐름을 갖고 있다"라고 밝혔다.
2019년 5월 당정청은 경찰개혁을 주제로 협의회를 열었다. 이후의 브리핑에서 "관서장의 부당한 사건 개입을 차단하기 위해 개방직 국가수사본부 신설을 추진하기로 했다"라며 "수사부서장이 사건에 대한 지휘·감독권을 행사하게 되며 경찰청장이나 지방청장·경찰서장 등 관서장은 원칙적으로 구체적인 수사 지휘를 할 수 없다"라고 설명했다.
2020년 7월 당정청은 권력기관 개혁 방안을 논의해 국가수사본부를 설치하여 수사경찰 사무를 맡기도록 했다. 하지만 함께 논의된 자치경찰 도입과 관련하여 국가·자치경찰 조직을 일원화했고 경찰청장은 국수본에 구체적이지 않은 일반적 수사 지휘는 가능하도록 하면서 경찰의 권력 분산 취지가 후퇴했다는 비판이 나왔다. 현행 경찰 체계를 유지하면서 국가·수사·자치 사무만 분장하는 혼합 형태가 되면서 현장의 혼란이 커질 우려가 생겼다는 비판도 나왔다. 실제 현장에서의 업무 분장은 굉장히 모호한데 이를 명확하게 구분하기 힘들 것이라는 얘기다. 국정원의 대공 수사권을 이전받으면서 이를 담당할 안보수사국을 설치하기로 하고 수사·생활안전·교통·보안 등 여러 부서에 흩어져 있는 수사 기능도 통합하여 국수본이 경찰 수사 컨트롤타워 역할을 수행하게 했는데 이는 경찰의 권한이 커지면서도 견제 장치가 제대로 마련되지 못했다는 비판도 불렀다.
여러 논란이 있었지만 12월 「국가경찰과 자치경찰의 조직 및 운영에 관한 법률」이 국회를 통과하고 다음 달인 2021년 1월 국수본이 정식으로 출범했다.

## 조직
기존의 수사국, 사이버안전국, 보안국을 바탕으로 국수본 조직을 만들었다. 현재는 산하에 조정관 1명, 관리관 1명, 국장 3명을 두는데 치안감 또는 경무관으로 보한다. 그 산하에는 담당관과 과장을 두는데 이들은 총경으로 보한다.

## 본부장
본부장의 계급은 치안정감으로 보한다. 임기는 2년이고 중임할 수 없으며 임기 후에는 법에 따라 당연퇴직해야 한다. 본부장이 공석일 경우, 경찰청장은 경찰청 차장과 국수본 산하 국장 중에서 본부장 직무대리를 지명할 수 있다.
본부장은 경찰청 외부 인사로 충원할 수 있다. 이때 갖추어야 할 자격이 있는데 ▲10년 이상 수사 업무에 종사한 고위공무원단에 속하는 공무원, 3급 이상 공무원 또는 총경 이상 경찰공무원으로 재직한 경력이 있는 사람 ▲판사·검사·변호사로 10년 이상 있었던 사람 ▲변호사 자격이 있으면서 공공기관에서 법률에 관한 사무에 10년 이상 종사한 사람 ▲대학을 비롯한 공인 연구기관에서 법률학·경찰학 분야에서 조교수 이상에 상당하는 직에 10년 이상 있었던 사람 ▲이상의 경력 기간의 합산이 15년 이상인 사람으로 한다.

### 역대 본부장
| 정부        | 대수 | 이름           | 임기                              | 비고                    |
| ----------- | ---- | -------------- | --------------------------------- | ----------------------- |
| 문재인 정부 |      | 최승렬         | 2021년 1월 1일~2021년 2월 25일    | 수사국장 직무대행       |
| 문재인 정부 | 초대 | 남구준(南球俊) | 2021년 2월 26일~2023년 2월 25일   |                         |
| 윤석열 정부 |      | 김병우         | 2023년 2월 26일~2023년 3월 28일   | 수사기획조정관 직무대행 |
| 윤석열 정부 | 2대  | 우종수(禹鍾壽) | 2023년 3월 29일 ~ 2025년 3월 28일 |                         |
| 이재명 정부 |      | 김병찬         | 2025년 3월 29일 ~ 2025년 6월 29일 | 수사국장 직무대행       |
| 이재명 정부 | 3대  | 박성주(朴星柱) | 2025년 6월 29일 ~                 |                         |

## 같이 보기
- 대한민국 경찰청
- 대한민국 고위공직자범죄수사처
- 중대범죄수사청
- 법과학
- 수사
- 연방수사국(FBI)